# Midnight Terror Cave
Midnight Terror Cave ist eine Höhle im zentralen Belize und ein archäologischer Fundplatz. Die Höhle wurde erst 2006 in der Nähe von Springfield entdeckt und von einem Team der California State University, Los Angeles’ Field School im Zuge des Western Belize Regional Cave Project unter Jaime Awe erforscht. Die Höhle enthielt ca. 9000 menschliche Knochen, vom mindestens 118 Individuen. Dies ist eine der größten Opfer-Ansammlungen, die jemals in den Maya Lowlands entdeckt wurden.
Man geht davon aus, dass die Stätte eine Menschenopfer-Stätte für den Regengott Chaak der Maya gewesen ist. Eine Analyse von 100 Zähnen zeigte, dass etwa ein viertel davon wenig abgenutzt war, was darauf schließen lässt, dass sie von Kindern stammen. Der Zahnschmelz der Zähne ließ auch darauf schließen, dass diese Kinder aus Entfernungen von 200 mi (über 300 km) herangeschafft worden waren.
In der Nähe finden sich weitere archäologische Stätten: Cahal Pech, Chaa Creek, El Pilar, Xunantunich und Actun Tunichil Muknal.

## Wissenschaftliche Arbeiten
- C. L. Kieffer: Determining Status of Ancient Maya from Looted and Sacrificial Contexts.
- C. L. Kieffer: Preliminary Observations on the Investigation of Midnight Terror Cave.
- C. L. Kieffer: Sacrifice of the Social Outcasts: Two Cases of Klippel-Feil Syndrome at Midnight Terror Cave, Belize. In: International Journal of Osteoarchaeology. 2017, vol. 27: S. 45–55. doi:10.1002/oa.2456
- Michael G. Prout: A Correction and Comment on Sacrifice of the Social Outcasts. In: International Journal of Osteoarchaeology. 2016, vol. 26, 6: S. 1101–1102. doi:10.1002/oa.2487
- C. L. Kieffer: A rebuttal to Comments on Sacrifice of the Social Outsider. In: International Journal of Osteoarchaeology. 2016, vol. 26, 6: S. 1099–1100. doi:10.1002/oa.2486
- Cristina Verdugo, LarsFehren-Schmitz: Ritual and politics: exploring human sacrifice at Midnight Terror Cave, Belize. 2020.